# Acraea pseudoppidia
Acraea pseudoppidia är en fjärilsart som beskrevs av Embrik Strand 1914. Acraea pseudoppidia ingår i släktet Acraea och familjen praktfjärilar. Inga underarter finns listade i Catalogue of Life.